# Торезька міська рада
Торе́зька міська́ ра́да — колишня (до 2020 року) адміністративно-територіальна одиниця, орган місцевого самоврядування у Донецькій області. Адміністративний центр — місто обласного значення Чистякове.

## Загальні відомості
- Міська рада утворена у 1932 році. У зв'язку з окупацією території міста терористичною організацією «ДНР» у 2014 році міська рада заявила про саморозпуск.
- Територія ради: 105 км²
- Населення ради: 79 931 особа (станом на 1 лютого 2014 року)[2]

## Населені пункти
Міській раді підпорядковані:
- м. Чистякове
- Пелагіївська селищна рада
  - смт Пелагіївка
- Розсипненська селищна рада
  - смт Розсипне

## Склад ради
Рада складається з 50 депутатів та голови.
- Голова ради: Антонов Віктор Михайлович
- Секретар ради: Мурмалка Жанна Фрідріхівна

### Керівний склад попередніх скликань
| Прізвище, ім'я, по батькові | Основні відомості                                                       | Дата обрання | Дата звільнення |
| --------------------------- | ----------------------------------------------------------------------- | ------------ | --------------- |
| Антонов Віктор Михайлович   | Міський голова, 1949 року народження, освіта вища, член Партії регіонів | 26.03.2006   | 31.10.2010      |
| Антонов Віктор Михайлович   | Міський голова, 1949 року народження, освіта вища, член Партії регіонів | 31.10.2010   |                 |

Примітка: таблиця складена за даними сайту Верховної Ради України

### Депутати
За результатами місцевих виборів 2010 року депутатами ради стали:

#### За суб'єктами висування
| Суб'єкт висування                                  | Кількість обраних депутатів | %  |
| -------------------------------------------------- | --------------------------- | -- |
| Партія регіонів                                    | 42                          | 84 |
| Комуністична партія України                        | 5                           | 10 |
| Політична партія «Сильна Україна»                  | 2                           | 4  |
| «Народна партія вкладників та соціального захисту» | 1                           | 2  |

#### За округами
| № округу                                           | Прізвище, ім'я, по батькові        | Дата визнання обраним | Освіта             | Партійна приналежність                                   | Відомості про обраного депутата |
| -------------------------------------------------- | ---------------------------------- | --------------------- | ------------------ | -------------------------------------------------------- | --- |
| Комуністична партія України                        |                                    |                       |                    |                                                          | |
| б/м                                                | Рачинський Віктор Сергійович       | 04.11.2010            | вища               | член Комуністичної партії України                        | Торезький міськом КПУ, секретар міському КПУ                                                                                          |
| б/м                                                | Гальченко Лідія Степанівна         | 04.11.2010            | середня            | член Комуністичної партії України                        | пенсіонер |
| б/м                                                | Капустін Віктор Матвійович         | 04.11.2010            | вища               | член Комуністичної партії України                        | Торезький гірничий технікум, охоронець                                                                                                |
| б/м                                                | Ступакова Тетяна Вікторівна        | 04.11.2010            | вища               | член Комуністичної партії України                        | пенсіонер |
| б/м                                                | Косаківська Ольга Петрівна         | 04.11.2010            | вища               | член Комуністичної партії України                        | ДНЗ № 22, вихователь |
| «Народна партія вкладників та соціального захисту» |                                    |                       |                    |                                                          | |
| 16                                                 | Оболенцев Олексій Леонідович       | 04.11.2010            | вища               | член «Народної партії вкладників та соціального захисту» | пенсіонер |
| Партія регіонів                                    |                                    |                       |                    |                                                          | |
| б/м                                                | Автономов Володимир Миколайович    | 04.11.2010            | вища               | член Партії регіонів                                     | Державне підприємство «Торезантрацит», директор з виробництва                                                                         |
| б/м                                                | Полєтаєв Юрій Іванович             | 04.11.2010            | вища               | член Партії регіонів                                     | Центральна міська лікарня, завідувач урологічного відділення                                                                          |
| б/м                                                | Мурмалка Жанна Фрідріхівна         | 04.11.2010            | вища               | член Партії регіонів                                     | Торезька міська рада, секретар міської ради                                                                                           |
| б/м                                                | Бідило Микола Миколайович          | 04.11.2010            | вища               | член Партії регіонів                                     | Торезький міський центр зайнятості, директор                                                                                          |
| б/м                                                | Харченко Віта Павлівна             | 04.11.2010            | вища               | член Партії регіонів                                     | фізична особа-підприємець |
| б/м                                                | Шлейонкін В'ячеслав Миколайович    | 04.11.2010            | вища               | член Партії регіонів                                     | Торезька міська організація Партії регіонів, голова                                                                                   |
| б/м                                                | Сіняков Олександр Борисович        | 04.11.2010            | вища               | член Партії регіонів                                     | пенсіонер |
| б/м                                                | Базіян Леонід Михайлович           | 04.11.2010            | вища               | член Партії регіонів                                     | фізична особа-підприємець |
| б/м                                                | Андрієш Сергій Петрович            | 04.11.2010            | середня            | член Партії регіонів                                     | Колективне підприємство «Віктор», комерційний директор                                                                                |
| б/м                                                | Єремєєв Геннадій Павлович          | 04.11.2010            | вища               | член Партії регіонів                                     | Центральна міська лікарня, головний лікар                                                                                             |
| б/м                                                | Крикуненко Лілія Павлівна          | 04.11.2010            | вища               | член Партії регіонів                                     | Міський відділ освіти, начальник |
| б/м                                                | Щербаков Валерій Олексійович       | 04.11.2010            | вища               | член Партії регіонів                                     | Фонд соціального страхування від нещасних випадків на виробництві та професійних захворювань в України, начальник                     |
| б/м                                                | Маркелова Мая Іванівна             | 04.11.2010            | вища               | член Партії регіонів                                     | Громадський дільничний комітет «Новий», голова                                                                                        |
| б/м                                                | Білоус Анатолій Володимирович      | 04.11.2010            | середня            | член Партії регіонів                                     | ТОВ «Вуглересурс», комерційний директор                                                                                               |
| б/м                                                | Маніко Олександр Геворгизович      | 04.11.2010            | вища               | член Партії регіонів                                     | фізична особа-підприємець |
| б/м                                                | Рибакова Наталя Іванівна           | 04.11.2010            | вища               | член Партії регіонів                                     | Торезьке міське управління юстиції, начальник                                                                                         |
| б/м                                                | Бологов Володимир Вікторович       | 04.11.2010            | вища               | член Партії регіонів                                     | фізична особа-підприємець |
| б/м                                                | Силкін Олександр Васильович        | 04.11.2010            | вища               | член Партії регіонів                                     | пенсіонер |
| б/м                                                | Носенко Віктор Іванович            | 04.11.2010            | вища               | член Партії регіонів                                     | Торезький навчально — виховний комплекс "Загальноосвітня школа І-ІІ ст. № 1 — ліцей «Спектр», директор                                |
| 1                                                  | Цибенко Володимир Федорович        | 04.11.2010            | вища               | член Партії регіонів                                     | ТОВ «Вуглересурс», директор |
| 2                                                  | Сапетний Сергій Олександрович      | 04.11.2010            | вища               | член Партії регіонів                                     | Відособлений підрозділ "Шахта «Прогрес» Державного підприємства «Торезантрацит», провідний юрисконсульт                               |
| 3                                                  | Макашутін Геннадій Павлович        | 04.11.2010            | вища               | член Партії регіонів                                     | виробнича одиниця «Торезтепло- мережа» обласного комунального підприємства «Донецьктепломережа», директор                             |
| 4                                                  | Лобадюк Микола Борисович           | 04.11.2010            | вища               | член Партії регіонів                                     | ТОВ «Еверест-Груп», засновник Товариства з обмеженою відповідальністю «Еверест-Груп»                                                  |
| 5                                                  | Вінглівськт Наталя Миколаївна      | 04.11.2010            | вища               | член Партії регіонів                                     | загальноосвітня школа І-ІІ ст. № 16, директор                                                                                         |
| 6                                                  | Стрельников Володимир Митрофанович | 04.11.2010            | вища               | член Партії регіонів                                     | Торезька державна міська санітарно-епідемічна станція, головний лікар                                                                 |
| 7                                                  | Убогих Ірина Василівна             | 04.11.2010            | вища               | член Партії регіонів                                     | Палац дитячої і юнацької творчості «Юність», завідувачка масового відділу                                                             |
| 8                                                  | Кучерявенко Сергій Григорович      | 04.11.2010            | середня            | член Партії регіонів                                     | Відособлений підрозділ «шахтоуправління ім. Лутугіна» Державного підприємства «Торезантрацит», голова профспілкового комітету         |
| 9                                                  | Бідило Андрій Миколайович          | 04.11.2010            | вища               | член Партії регіонів                                     | Палац Культури ім. Володимира Маяковського, директор                                                                                  |
| 10                                                 | Плотникова Надія Іванівна          | 04.11.2010            | вища               | член Партії регіонів                                     | Центральна міська лікарня, заступник головного лікаря по поліклінічній роботі                                                         |
| 11                                                 | Шаповал Сергій Володимирович       | 04.11.2010            | вища               | член Партії регіонів                                     | Відособлений підрозділ «шахтоуправління ім. Лутугіна» Державного підприємства «Торезантрацит», гірничий майстер                       |
| 12                                                 | Сафонов Олег Станіславович         | 04.11.2010            | вища               | член Партії регіонів                                     | Дитяча юнацька спортивна школа Торезького міського відділу освіти, директор                                                           |
| 13                                                 | Голяєва Тетяна Володимирівна       | 04.11.2010            | вища               | член Партії регіонів                                     | Міський відділ освіти, головний спеціаліст                                                                                            |
| 14                                                 | Серіков Михайло Володимирович      | 04.11.2010            | вища               | член Партії регіонів                                     | тимчасово не працює |
| 15                                                 | Бондаренко Василь Іванович         | 04.11.2010            | вища               | член Партії регіонів                                     | пенсіонер |
| 17                                                 | Агішев Руслан Азізуллович          | 04.11.2010            | вища               | член Партії регіонів                                     | Торезька міська поліклініка № 3, головний лікар                                                                                       |
| 18                                                 | Анастасьєв Сергій Григорович       | 04.11.2010            | вища               | член Партії регіонів                                     | Відокремлений підрозділ «Торезький ремонтно—механічний завод» Державного підприємства «Торезантрацит», директор                       |
| 19                                                 | Бахметов Сергій Андрійович         | 04.11.2010            | середня            | член Партії регіонів                                     | фізична особа — суб'єкт підприємницької діяльності.                                                                                   |
| 20                                                 | Петрук Василь Павлович             | 04.11.2010            | вища               | член Партії регіонів                                     | Відособлений підрозділ "Шахта «Прогрес» Державного підприємства «Торезантрацит», заступник голови первинної профспілкової організації |
| 21                                                 | Баландін Олександр Олександрович   | 04.11.2010            | вища               | член Партії регіонів                                     | Торезька міська поліклініка № 4, головний лікар                                                                                       |
| 23                                                 | Говоров Володимир Сергійович       | 04.11.2010            | вища               | член Партії регіонів                                     | «Шахта 3-біс» Шахтарська виконавча дирекція з ліквідації шахт, головний інженер                                                       |
| 24                                                 | Некіпєлов Олексій Олександрович    | 04.11.2010            | вища               | член Партії регіонів                                     | фізична особа — суб'єкт підприємницької діяльності.                                                                                   |
| 25                                                 | Житнікова Людмила Олександрівна    | 04.11.2010            | вища               | член Партії регіонів                                     | Відособлений підрозділ «Шахтоуправління Волинське», Державного підприємства «Торезантрацит», майстер виробничого навчання             |
| Політична партія «Сильна Україна»                  |                                    |                       |                    |                                                          | |
| б/м                                                | Ропацький Сергій Васильович        | 04.11.2010            | вища               | член Політичної партії «Сильна Україна»                  | ТОВ «Альфа-Імпекс», директор |
| 22                                                 | Боцан Віталій Миколайович          | 04.11.2010            | середня спеціальна | член Політичної партії «Сильна Україна»                  | ДП «Торезантрацит», шахта «Прогрес», начальник дільниці                                                                               |

За даними перепису 2001 року населення Торезької міськради становило 96026 осіб, із них 15,68 % зазначили рідною мову українську, 83,38 %— російську, 0,16 %— білоруську, 0,09 %— вірменську, 0,02 %— молдовську, 0,01 %— болгарську, а також грецьку, німецьку, угорську, гагаузьку, польську, румунську та єврейську мови.